# Thema Bryant-Davis
Thema Simone Bryant (1973) è una psicologa statunitense.
Professoressa di psicologia alla Pepperdine University, dove dirige il Culture and Trauma Research Laboratory, la sua ricerca prende in considerazione soprattutto il trauma interpersonale e il trauma sociale dell'oppressione. È stata eletta presidente dell'American Psychological Association per il 2023.

## Primi anni di vita e istruzione
Bryant è figlia di due pastori protestanti. Da adolescente, fu evacuata dalla guerra civile liberiana e si trasferì a Baltimora. Ha completato il dottorato in psicologia clinica presso la Duke University. La sua ricerca di dottorato ha esaminato le strategie di adattamento degli afroamericani sopravvissuti alla violenza infantile. Si trasferì alla Harvard Medical School come ricercatrice, dove lavorò con il Victims of Violence Program. Si unì poi al programma SHARE (Sexual Harassment/Assault Advising, Resources and Education Program) della Princeton University, dove coordinò iniziative per combattere le aggressioni e le molestie sessuali. Durante i suoi tre anni come coordinatrice di SHARE, contribuì a formare il personale sull'appropriazione culturale e sui pregiudizi legati alla comunità LGBT.

## Ricerca e carriera
Nel 2005 Bryant si trasferì alla California State University di Long Beach dove rimase per due anni, fino a quando nel 2007 fu nominata come professoressa di psicologia alla Pepperdine University.
Bryant è la presentatrice di "Homecoming", un podcast sulla salute mentale.

## Vita privata
Bryant è un predicatore ordinato nella Chiesa metodista episcopale africana.